# Fyrprickig praktbagge
Fyrprickig praktbagge (Anthaxia quadripunctata) är en art i familjen praktbaggar. Den är fem till sju millimeter lång och har en matt brunmetallisk färg, med fyra intryckta punkter på halsskölden. Den är vanlig på blomkorgar och träffas även på timmer och vedupplag i barrskogar. Den är relativt vanlig i Sverige.